# Stictoleptura igai
Stictoleptura igai är en skalbaggsart som först beskrevs av Koichi Tamanuki 1942.  Stictoleptura igai ingår i släktet Stictoleptura och familjen långhorningar. Inga underarter finns listade i Catalogue of Life.